# Sovkhozni (Krasnodar)
|  | Per a altres significats, vegeu «Sovkhozni». |

Sovkhozni - Совхозный (rus) és un possiólok del krai de Krasnodar, a Rússia. Es troba al delta del riu Kuban, a la vora esquerra del riu Protoka, davant de Trudobelikovski. És a 2 km al nord de Slàviansk-na-Kubani i a 76 km a l'oest de Krasnodar.
Pertanyen a aquest possiólok els possiolki de Pribrejni, Vixniovi, Sadovi i Stepnoi.